# Kačerov (stație de metrou din Praga)
Kačerov este fostul Capăt de linie al Liniei C stația are și un Depou. Depoul Kačerov de 14 hectare. A fost deschisă pe 9 mai 1974 pe secțiunea Kačerov-Sokolovská acum Florenc